# Cooper Rush
(en) Statistiques sur pro-football-reference
Cooper Robert Rush (né le 21 novembre 1993 à Charlotte dans l'État du Michigan aux États-Unis) est un sportif professionnel américain de football américain évoluant au poste de quarterback dans la National Football League (NFL) depuis la saison 2017.
Au niveau universitaire, il a joué pendant cinq saisons (2012-2016) pour les Chippewas de Central Michigan dans la NCAA Division I FBS.

## Biographie
Rush nait à Charlotte et rejoint la Lansing Catholic High School où il est le quarterback pendant trois ans. Invaincu durant ses deux dernières années, il est une recrue trois étoiles en sortant du lycée. Recruté par Central Michigan et Toledo, il rejoint le Chippewas en 2012. Après cinq ans et cinquante rencontres avec l'équipe, il n'est pas repêcher au draft de 2017 et signe avec les Cowboys de Dallas comme undrafted free agent (UDFA).
En compétition avec Luke McCown et Zac Dysert pour être le deuxième remplaçant de l'équipe derrière Dak Prescott et Kellen Moore. Il remporte le poste et se taille une place avec l'équipe. Après trois ans avec l'équipe, il est retranché par l'équipe au profit d'Andy Dalton. Il signe alors avec les Giants de New York sans se tailler une place avec l'équipe. Il retourne alors sur le practice squad des Cowboys. Promu au titre de premier remplaçant en 2021 en battant Garrett Gilbert et Ben DiNucci, il remplace Prescott durant ses blessures, durant ses matches, il devient le premier membre des Cowboys à remporter ses trois premier départs comme quarterback,. 
Ses départs en 2021 et 2022 se font derrière une équipe solide, ce qui aide significativement Rush. Cependant, une nouvelle blessure a lieu pour Prescott alors que l'équipe est en grande difficulté. La différence se fait sentir alors que Rush ne passe que pour 45 verges contre les Eagles de Philadelphie, le plus bas total de l'équipe depuis 2015.

## Statistiques
| Année              | Équipe             | MJ |         | Passes   | Passes | Passes | Passes | Passes | Passes | Passes  |       | Courses | Courses | Courses | Courses |
| Année              | Équipe             | MJ | Tentées | Réussies | Pct.   | Yards  | TD     | Int.   | Éval.  | Tentées | Yards | Moy.    | TD      |         |         |
| 2017               | Cowboys de Dallas  | 02 | 3       | 1        | 33,3   | 2      | 0      | 0      | 042,4  | 2       | 13    | 6,5     | 0       |         |         |
| 2018               | Cowboys de Dallas  | 01 | 0       | 0        |        |        |        |        |        | 0       | 0     | 0,0     | 0       |         |         |
| 2019               | Cowboys de Dallas  | 02 | 0       | 0        |        |        |        |        |        | 0       | 0     | 0,0     | 0       |         |         |
| 2021               | Cowboys de Dallas  | 05 | 47      | 30       | 63,8   | 422    | 03     | 01     | 105,1  | 09      | 0-8   | -0,9    | 0       |         |         |
| 2022               | Cowboys de Dallas  | 09 | 162     | 94       | 58,0   | 1 051  | 05     | 03     | 080,0  | 09      | 06    | 0,7     | 0       |         |         |
| 2022               | Cowboys de Dallas  | 05 | 24      | 18       | 75,0   | 144    | 0      | 01     | 072,2  | 12      | 0-5   | -0,4    | 0       |         |         |
| 2024               | Cowboys de Dallas  | 12 | 308     | 187      | 60,7   | 1 844  | 12     | 05     | 083,8  | 26      | 18    | 0,7     | 0       |         |         |
| Totaux en carrière | Totaux en carrière | 38 | 544     | 330      | 60,7   | 3 463  | 20     | 10     | 83,8   | 58      | 24    | 0,4     | 0       |         |         |